# Jan Volkert Rijpperda Wierdsma
Jan Volkert Rijpperda Wierdsma (Nijmegen, 8 januari 1904 - Oegstgeest, 19 februari 1981) was een Nederlands rechtsgeleerde en docent van prinses Beatrix. Hij was de eerste Nederlander die behandeld werd met insuline (in 1923).

## Persoonlijk
Jan Rijpperda Wierdsma werd geboren in Nijmegen als zoon van een arts en een telg uit het geslacht Wierdsma. Vader Arnold richtte samen met psychiater Jacob Wiardi Beckman het sanatorium Berkenoord op, gelegen aan de Graafse weg net buiten Nijmegen. Jan volgde het Gymnasium in Nijmegen. Hij studeerde van 1922 tot 1928 Nederlands recht aan de Universiteit Leiden. Twee jaar later trouwde hij met Anna van Traa.

## Diabetes
In de vierde of vijfde klas van het gymnasium openbaarde zich bij Wierdsma diabetes, op dat moment een dodelijke ziekte. Vader Arnold, die was gepromoveerd op een proefschrift over diabetes, liet hem dieet houden, de enige mogelijkheid in die tijd. Zijn vader overleed plotseling in het voorjaar van 1922. Eind 1922, inmiddels student rechten in Leiden, verslechterde wederom zijn gezondheidstoestand als gevolg van diabetes. Op dat moment kwamen berichten uit de Verenigde Staten over succesvolle proeven met een nieuw medicijn, insuline. Dankzij inspanningen van een Amerikaanse tante, Clara Rijpperda Wierdsma – Grelle, werd een zending insuline naar Nederland gestuurd. Bij prof. Polak Daniels in Groningen werd Wierdsma begin 1923 als eerste persoon in Nederland met insuline behandeld.

## Loopbaan
Na zijn studie startte hij een promotietraject waarna hij in 1937 cum laude promoveerde op het proefschrift Politie en justitie: een studie over Hollandschen staatsbouw tijdens de Republiek. Van 1930 tot 1947 werkte hij als ambtenaar voor de Provinciale Griffie in Arnhem. Daarna was hij tot en met 1948 raadsadviseur voor het ministerie van Wederopbouw en Volkshuisvesting.
In 1947 werd hij aangesteld als gewoon hoogleraar staatsrecht aan de Universiteit Leiden. Tot 1951 behoorde ook het administratief recht tot zijn leeropdracht. Wierdsma was in het studiejaar 1960-1961 rector magnificus van de Universiteit Leiden. Uiteindelijk ging hij in 1967 met emeritaat. Na zijn academisch carrière begon hij aan zijn politieke carrière en nam hij van 1967 tot en met begin 1979 zitting in de Raad van State. Twee jaar later, in 1981, kwam hij te overlijden.
Wierdsma was een van de docenten van prinses Beatrix en voor zijn rol tijdens haar studie werd hij benoemd tot Commandeur in de Huisorde van Oranje. In 1967 was hij een van de getuigen tijdens het huwelijk van prinses Margriet en Pieter van Vollenhoven. In 1974 is hij benoemd tot Commandeur in de Orde van Oranje-Nassau.

## Publicaties (selectie)
- J.V. Rijpperda Wierdsma (1961). Dualisme in ons staatsbestel, Universitaire Pers Leiden/Van Gorcum & Comp. N.V. (diesrede)
- W.J.C van Hasselt, F.R. Böhtlingk & J.V. Rijpperda Wierdsma (1956) Verzameling van Nederlandse staatsregelingen en grondwetten, Alphen aan den Rijn, Samsom, 653 p.
- J.V. Rijpperda Wierdsma (1948). De grondwet in onzen tijd, rede uitgesproken bij de aanvaarding van het hoogleraarsambt aan de Rijksuniversiteit te Leiden op 8 October 1948, Leiden, Universitaire Pers (oratie)
- A. Kleijn & J.V. Rijpperda Wierdsma (1942). De rechtsgevolgen van formeel onjuiste of onbevoegd genomen (verrichte) besluiten en handelingen: prae-adviezen uitgebracht voor de algemeene vergadering op 27 juni 1942
- J.V. Rijpperda Wierdsma (1937). Politie en justitie: een studie over Hollandschen staatsbouw tijdens de Republiek, Zollen, Tiel (proefschrift)